# Stazione di Ichinoseki
La stazione di Ichinoseki (一ノ関駅?, Ichinoseki-eki) è una stazione ferroviaria della città di Ichinoseki, nella prefettura di Iwate della regione del Tōhoku utilizzata dai servizi Tōhoku Shinkansen e dalle linee tradizionali (linee principale Tōhoku e Ōfunato).

## Linee
East Japan Railway Company
 Tōhoku Shinkansen
■ Linea principale Tōhoku
■ Linea Ōfunato

## Struttura
La stazione di Ichinoseki è costituita da due sezioni, una in superficie per le linee regionali, e una su viadotto per l'alta velocità Shinkansen. La prima dispone di un marciapiede a isola e uno laterale, con tre binari totali, uniti da un sovrappassaggio. La stazione per l'alta velocità, su viadotto, dispone di due binari in deviata con due marciapiedi esterni (e i due binari di corretto tracciato per i treni che non fermano, al centro). Le due stazioni, sebbene siano considerate un unico impianto, sono separate da un fascio di binari, e i fabbricati viaggiatori uniti da un corridoio coperto. La stazione dispone di biglietteria (dalle 5:30 alle 22:45), tornelli di accesso automatici con supporto a bigliettazione Suica, kombini, distributori di bevande, sala fumatori e bagni pubblici gratuiti.
Linee regionali
| 1-2 | ■ Linea principale Tōhoku | per Kogota e Sendai    |
| 1-2 | ■ Linea principale Tōhoku | per Hanamaki e Morioka |
| 3   | ■ Linea Ōfunato           | per Kesennuma          |
| 3   | ■ Linea principale Tōhoku | per Hanamaki e Morioka |

Linee Shinkansen
| 11 | Tōhoku Shinkansen | per Morioka Shin-Aomori e Akita       |
| 12 | Tōhoku Shinkansen | per Sendai, Utsunomiya, Ōmiya e Tokyo |

## Stazioni adiacenti
| «                       | Servizio                | »                       |
| Linea principale Tōhoku | Linea principale Tōhoku | Linea principale Tōhoku |
| ----------------------- | ----------------------- | ----------------------- |
| Arikabe                 | Locale                  | Yamanome                |
| Linea Ōfunato           |                         |                         |
| Capolinea               | Locale                  | Mataki                  |
| Tōhoku Shinkansen       |                         |                         |
| Kurikoma-Kōgen          | Locale                  | Mizusawa-Esashi         |